# Corydoras schwartzi
Corydoras schwartzi és una espècie de peix de la família dels cal·líctids i de l'ordre dels siluriformes que es troba al Brasil.
Els mascles poden assolir els 3,9 cm de longitud total.